# Liquinomicets
Els liquinomicets (Lichinomycetes) són una classe de fongs ascomicots de la subdivisió Pezizomycotina.

## Taxonomia
Fins fa poc la classe Lichinomycetes només contenia l'ordre Lichinales, però a rel de la darrera actualització de la taxonomia dels fongs a passat a tenir-ne 7, ja que diverses classes han passat a ser ordres subordinats a Lichinomycetes:
- Ordre Candelariales (abans classe Candelariomycetes)
- Ordre Coniocybales (abans classe Coniocybomycetes)
- Ordre Geoglossales (abans classe Geoglossomycetes)
- Ordre Lichinales
- Ordre Sareales (abans classe Sareomycetes)
- Ordre Symbiotaphrinales
- Ordre Xylonales (abans classe Xylonomycetes)